# ميوكي أويدا
ميوكي أويدا (بالكانا:うえだ みゆき) هي ممثلة يابانية، ولدت في 2 يونيو 1944 بطوكيو في اليابان.

## وصلات خارجية
- ميوكي أويدا على موقع IMDb (الإنجليزية)
- ميوكي أويدا على موقع ميوزك برينز (الإنجليزية)
- ميوكي أويدا على موقع قاعدة بيانات الفيلم (الإنجليزية)
- ميوكي أويدا على موقع كينوبويسك (الروسية)
- ميوكي أويدا على موقع ANN person (الإنجليزية)